# Spilosoma usuguronis
Spilosoma usuguronis là một loài bướm đêm thuộc phân họ Arctiinae, họ Erebidae.